# Tomusta ja tuhkasta
Tomusta ja tuhkasta è il terzo album della band heavy metal finlandese Kotiteollisuus, prima nota come Hullu ukko ja kotiteollisuus.

## Tracce
1. Jos sanon – 4:15
2. Virret soi – 2:52
3. Kädessäni – 5:08
4. Graniitti – 4:32
5. Itkussa – 3:36
6. Enkeli – 5:57
7. Kirjoittamaton – 3:51
8. Vihattu – 3:02
9. Rautaportti – 4:23
10. Ruumiinlaulaja – 7:56

## Formazione
- Jouni Hynynen - voce, chitarra, tastiere
- Janne Hongisto - basso
- Jari Sinkkonen - batteria